# Friedrich August Raschig

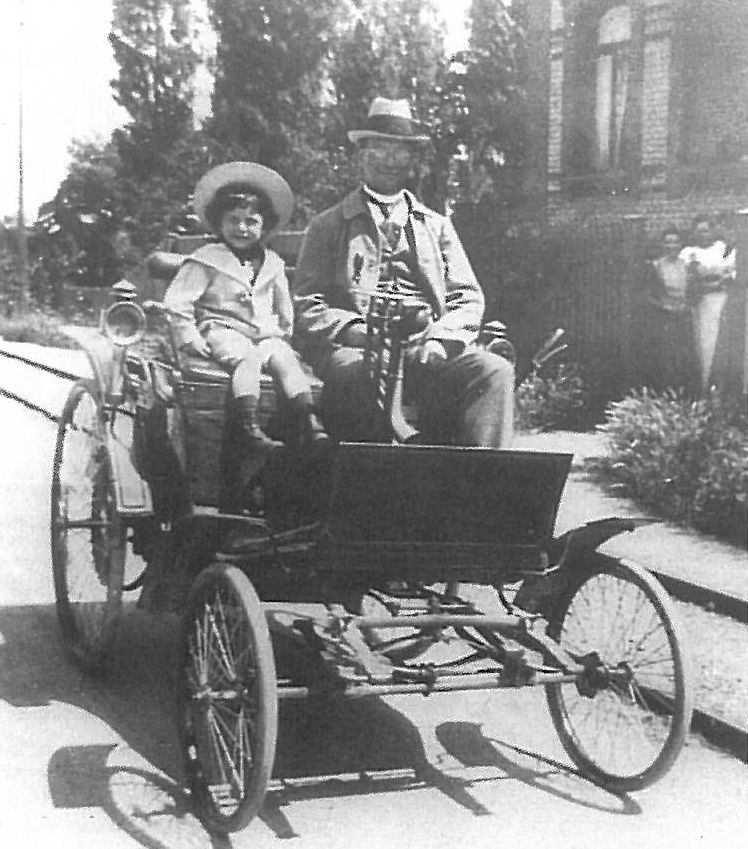
Fritz Raschig

Friedrich August Raschig (anomenat Fritz Raschig) (8 de juny de 1863, Brandenburg an der Havel, Brandenburg, Prússia - 4 de febrer de 1928, Duisburg, Rin del Nord-Westfàlia, Alemanya) fou un químic i polític alemany.

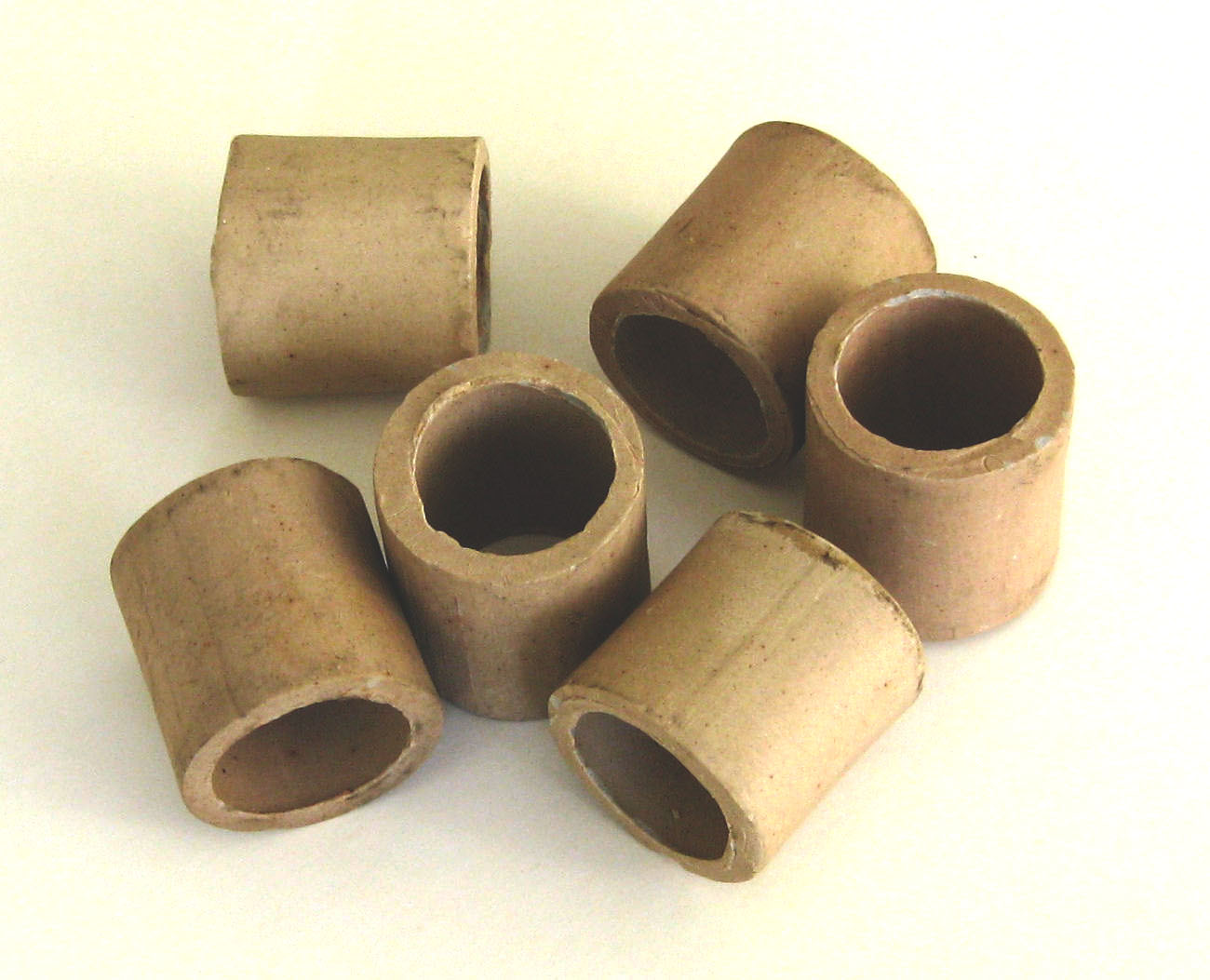
Anells de Raschig

Després de doctorar-se el 1884 a la Universitat de Berlín pel seu treball amb Robert Wilhelm Bunsen, començà a treballar a l'empresa BASF. El 1891 obrí la seva pròpia empresa de productes químics a Ludwigshafen am Rhein (que segueix funcionant avui dia com Raschig GmbH). Patentà una sèrie de processos químics, especialment en relació als fenols, un dels quals ara es coneix com el procés de Raschig. També desenvolupà les millores en la destil·lació, en particular, inventà l'anell de Raschig, anells de metall o de ceràmica que s'utilitzen en les columnes de destil·lació fraccionada comercials.